# Masatomo Kuba
Masatomo Kuba (久場 政朋 Kuba Masatomo?), född 21 november 1984 i Kanagawa prefektur, är en japansk före detta fotbollsspelare.
Kuba började sin karriär 2003 i Tokyo Verdy. Han spelade 26 ligamatcher för klubben. Han avslutade karriären 2006.